# Alalcomeneo
Nella mitologia greca,  Alalcomeneo (in lingua greca: Ἀλαλκομενεύς) era il nome di uno degli eroi greci fondatore della città di Alalcomene in Beozia.

## Etimologia
Il nome deriva dal verbo greco ajlalkei'n, "respingere un pericolo, un nemico".

## Il mito
Alalcomeneo oltre ad essere il fondatore di tale città compiva anche ruoli religiosi per il culto di Atena.
Secondo un racconto dei miti fu lui l'inventore delle ierogamie, culti cerimonie religiose dove venivano celebrate le nozze fra Zeus ed Era sua moglie; Era stessa chiese consiglio ad Alalcomeneo, stanca dei continui tradimenti del marito e l'uomo le propose di farsi rappresentare da una statua di legno. Tale culto, celebrato all'epoca ogni anno doveva rinforzare chi avesse giurato fedeltà eterna.
Alalcomeneo è considerato il primo uomo della Terra, nato prima della Luna.

### Fonti
- Pausania, Periegesi della Grecia, Libro IX 9,33,5
- Ippolito di Roma, Confutazione delle Eresie V 6,3

### Moderna
- Anna Ferrari, Dizionario di mitologia, Litopres, UTET, 2006, ISBN 88-02-07481-X.
- Robert Graves, I miti greci, Milano, Longanesi, ISBN 88-304-0923-5.